# Bernie Brillstein
Bernard Jules "Bernie" Brillstein (New York, 26 april 1931 - Los Angeles, 7 augustus 2008) was een Amerikaans film- en televisieproducer.
Brillstein begon in 1960 als televisiemanager. In 1964 ging hij werken voor het management van William Morris Agency waar hij moest kijken voor televisietalenten. Dit werk deed hij ook al voor dat hij manager bij de TV werd.
In 1969 richtte hij zijn eigen company op in Los Angeles genaamd The Brillstein Company. Hier deed hij de sterren managen en tv-programma's maken. Zo maakte hij Hee Haw, The Muppet Show en Saturday Night Live. Later ging hij nog voor SNL werken en ging hij samen met Brad Grey films produceren, waaronder: The Blues Brothers, Ghostbusters, Dragnet, Ghostbusters II, Happy Gilmore en The Cable Guy. In 2001 kreeg Bernie Brillstein een ster op de Hollywood Walk of Fame.
Op 7 augustus 2008 overleed Brillstein op 77-jarige leeftijd aan COPD.